# نسرين برواري
نسرين مصطفى برواري (مواليد 1967 - بغداد) هي سياسية عراقية من أصل كردي عملت كوزيرة للبلديات والأشغال العامة في العراق بعد الاحتلال الأمريكي للعراق عام 2003.

## حياتها
ولدت برواري في بغداد لعائلة كردية في عام 1967، وسجنت في الرابعة عشر من عمرها بسبب انخراط شقيقها في الحركة الكردية، حصلت على بكالوريوس العلوم في الهندسة المعمارية من جامعة بغداد عام 1991، فرت إلى تركيا بعد حرب الخليج عام 1991. حصلت على البكالوريوس في الإدارة والسياسة العامة من جامعة هارفارد في الولايات المتحدة الأمريكية عام 1999. حاصلة على درجة الدكتوراه في التخطيط المكاني من جامعة دورتموند. وهي أستاذ مشارك في جامعة دهوك. وهي عضو في اللجنة التوجيهية للتخطيط في محافظة دهوك وممثلة لـ FWE ، وهي منظمة غير حكومية تركز على المساعدة الإنسانية للاجئين العراقيين والسوريين النازحين إلى حكومة إقليم كردستان. وهي باحثة في الاقتصاد السياسي العراقي في كلية لندن. لديها شركة تصنيع منتجات غذائية في محافظة دهوك.

## مناصب وعضويات
- شغلت منصب وزير التطوير والاعمار في أقليم كردستان العراق عام 1999.
- عملت في مكتب الأمم المتحدة في كردستان رئيسة لمكتب المستوطنات البشرية في محافظة دهوك وساهمت في برنامج إعادة أعمار 4000 قرية.
- عملت مع مكتب التنسيق التابع للأمم المتحدة مع المنظمات غير الحكومية.
- ساهمت بشكل فاعل في مساعدة اللاجئين الأكراد العائدين من معسكرات اللاجئين في إيران وتركيا.
- شغلت منصب وزارة الاشغال العامة سنة 2004 إلى 2006 في الحكومة العراقية المؤقتة.
- تزوجت من غازي مشعل عجيل الياور الرئيس العراقي السابق سنة 2004 عندما كان زوجها رئيس جمهورية العراق ما بين سنة 2004 إلى 2006.

## روابط خارجية
- مقابلة نسرين برواري مع برنامج الأمن الشامل (2010).